# Dinotrema bebium
Dinotrema bebium är en stekelart som beskrevs av Vladimir Ivanovich Tobias 2007. Dinotrema bebium ingår i släktet Dinotrema och familjen bracksteklar. Inga underarter finns listade i Catalogue of Life.